# RIM-116 Rolling Airframe Missile
Pour les articles homonymes, voir RAM.
Le RIM-116 Rolling Airframe Missile (RAM) est un missile sol-air léger, en usage dans de nombreux pays, destiné à protéger les navires des missiles pouvant les menacer.

## Histoire
Le RIM-116 fut développé à partir de l'AIM-9 Sidewinder par les divisions General Dynamics Pomona et Valley Systems, suivant un accord avec le Danemark et l'Allemagne de l'Ouest passé en juillet 1976 (la division des missiles de la General Dynamics fut plus tard acquise par Hughes Aircraft et constitue actuellement une part de la firme Raytheon).
Le Danemark se retira du programme, mais la Marine des États-Unis le rejoignit en tant que partenaire majeur. Le système Mk.49 fut évalué à bord de l'USS David R. Day (DD-971) à la fin des années 1980, et les 30 premiers missiles furent construits au cours de l'année fiscale 1985. Ils devinrent opérationnels le 14 novembre 1992, à bord de l'USS Peleliu (LHA-5).

## Développement et caractéristiques
Le RIM-116 Rolling Airframe Missile est un missile surface-air léger à guidage par infrarouge utilisé par de nombreux pays : il est utilisé par les marines américaine, allemande, sud-coréenne, grecque, turque, saoudienne et égyptienne.
Cette version de l'AIM-9 Sidewinder est légere et de taille réduite, il fut initialement conçu comme arme de défense ponctuelle, afin de protéger les navires contre l'attaque de missiles antinavires. Son nom de « Rolling Airframe Missile » (missile à structure tournante) est tiré de sa particularité à tourner sur lui-même en cours de vol, afin de conserver une stabilité convenable, à la manière d'un obus tournant sur lui-même en sortant de son canon. Il est le seul missile de l'inventaire de l'US Navy à employer ce principe de fonctionnement.
Les missiles RAM, ajoutés au système guidé Mk.49 de lancement de missiles et son équipement de soutien, constituent le système d'armes RAM Mk.31. L'unité lance-missiles Mk.144 pèse 5 777 kg et contient 21 missiles. L'arme originelle ne peut pas employer ses propres capteurs pour accrocher sa cible avant le tir et doit être intégrée au système de combat du navire porteur, qui donne la direction à suivre au lanceur. Sur les navires américains, il est intégré au système AN/SWY-2 (SDMS - Ship Defense Surface Missile System) et SSDS (Ship Self Defense System) Mk.1 ou Mk.2. Le SeaRAM, une version équipée de capteurs indépendants, est actuellement à l'étude.

## Carrière opérationnelle
Le RIM-116 est en service sur plusieurs navires américains et sur 30 navires allemands[Quand ?].
Tous les nouveaux navires allemands seront équipés du RAM, telles les corvettes de la classe Braunschweig, qui sont dotées de deux tourelles de lanceurs par navire. La marine grecque a également équipé les nouveaux bateaux d'attaque rapide de la classe Super Vita avec le RAM. La Corée du Sud a, elle, signé un accord concernant la production sous licence du système pour ses KDX-II, KDX-III, et navires d'assaut amphibies de la classe Dokdo.

### US Navy

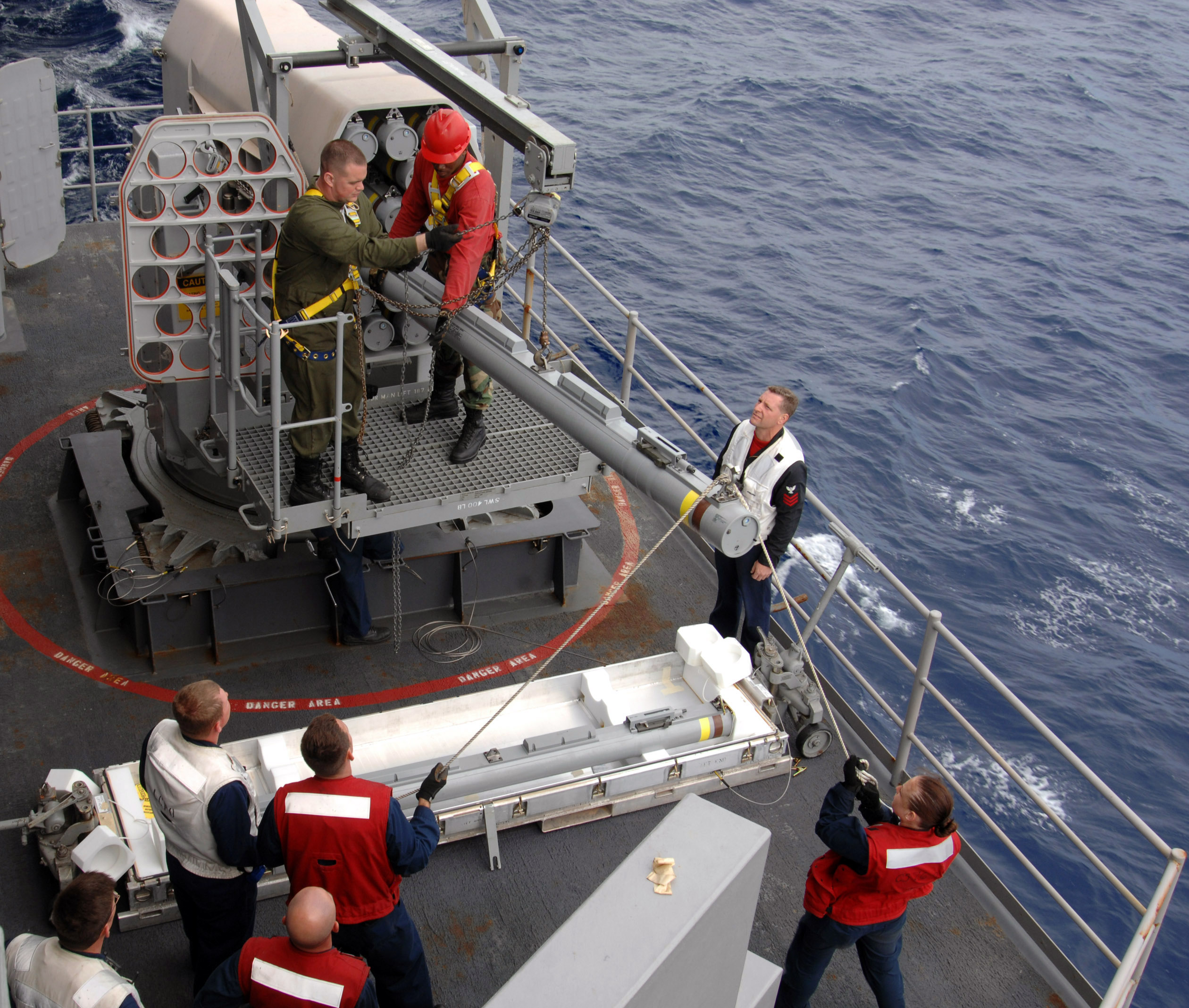
Des marins manipulent le système RIM-116 à bord du porte-avions de classe Nimitz.

La marine américaine prévoit de passer commande d'un total d'environ 1 600 missiles et 115 lanceurs, en vue d'équiper 74 bâtiments[Quand ?].
Le missile est déjà en activité sur les porte-avions des classes Gerald R. Ford et Nimitz, les navires d'assaut amphibie des classes Wasp et Tarawa, les transports de chalands de débarquement des classes San Antonio, Whidbey Island
et Harpers Ferry et les navires de combat sur le littoral. Des plans ont également été établis en vue d'équiper les frégates de la classe Oliver Hazard Perry de systèmes RAM.

### Marine allemande
Le 26 février 2024, le Hessen de la classe Sachsen effectue lors de l'opération Aspide la première utilisation d'armes réelles au combat par la marine allemande depuis sa reformation en ratant avec deux RIM-66 Standard un drone non identifié se révélant un General Atomics MQ-9 Reaper américain puis le 27 février en abattant deux drones aériens Houtis visant le trafic maritime en Mer Rouge. l’un avec son canon de 76 mm, l’autre avec un RIM-116.

## Versions

### Block 0
Aussi désigné RIM-116A dans les services américains, la version originale, appelée « Block 0 », est basée sur le missile AIM-9 Sidewinder, dont elle reprend le propulseur, l'autodirecteur et la fusée.
Les missiles Block 0 se guidaient initialement sur les émissions radar provenant de leur cible (par exemple un missile antinavire en phase d'approche terminale, avec son radar allumé). Finalement, ils furent équipés d'un système de guidage infrarouge dérivé de celui qui équipait le missile portatif FIM-92 Stinger, ajouté au système initial de guidage radar passif. Lors des tirs d'évaluation, les missiles du Block 0 atteignirent des scores de coups-au-but de plus de 95 %.

### Block 1

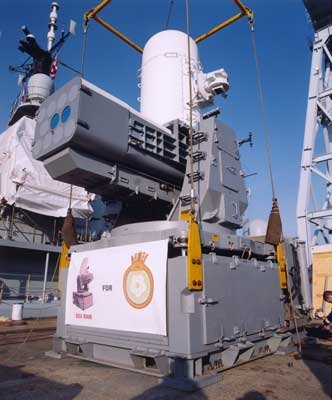
Le SeaRAM. On distingue nettement la partie supérieure (blanche), commune à ce système et au Phalanx.

Le « Block 1 » est une version améliorée du RAM qui inclut un unique guidage par infrarouge, au lieu de l'ancienne solution qui combina deux guidages différents. Désignée RIM-116B, cette version délaisse le capteur radar passif et peut désormais engager les missiles n'ayant pas de radar pour se guider.

### Block 2

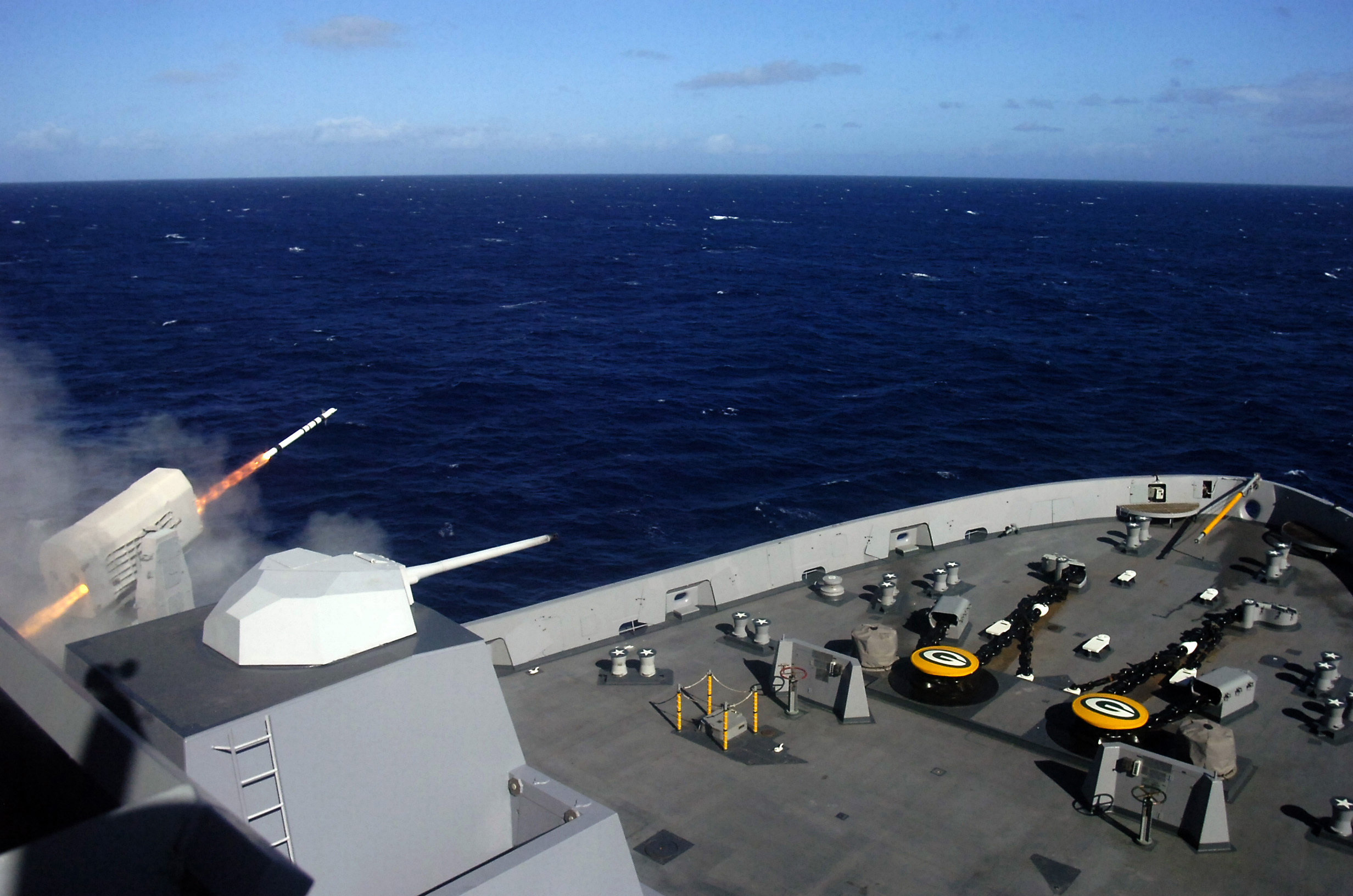
Un missile surface-air est tiré depuis l'.

Le RAM « Block 2 » est une version évoluée du système RAM original.
Le RAM Block 2 est un missile dont la conception a été actualisée, dans le but de contrer la nouvelle menace représentée par des nouveaux missiles antinavires de plus en plus maniables et rapides. Le 8 mai 2007, la marine américaine attribua à la firme Raytheon Missile Systems un contrat de développement de 105 millions de dollars pour la mise au point du block 2, qui devait être prêt vers décembre 2010. 51 missiles furent initialement commandés. Le 22 octobre 2012, le RAM Block 2 acheva son troisième test de vol guidé, tirant une salve de deux missiles et abattant directement la cible. Cela permit de vérifier les capacités de commande et de contrôle du système, ainsi que ses performances cinématiques améliorées, la résistance de sa structure renforcée et l'efficacité de son nouveau système de guidage. Raytheon prévoit de livrer 25 de ces missiles pour la phase du programme concernant les tests d'intégration du système aux navires,.
Le RAM Block 2 intègre un actionneur 4-axes indépendant et un propulseur plus puissant, lui procurant une plus grande maniabilité et une portée accrue. Il possède également un récepteur passif d'ondes-radar amélioré et la conception de l'autodirecteur infrarouge a été revue.

### Mode«HAS»
En 1998, un protocole d'accord fut signé par les départements de la Défense d'Allemagne et des États-Unis pour améliorer le système, de manière qu'il puisse engager tous les types de cibles potentielles : Hélicoptères, Avions et cibles de Surface (HAS).
Une fois au-point, l'évolution en « HAS » ne nécessitait que de simples mises à jour logicielles, qui pouvaient être appliquées à tous les missiles du Block 1.

### SeaRAM

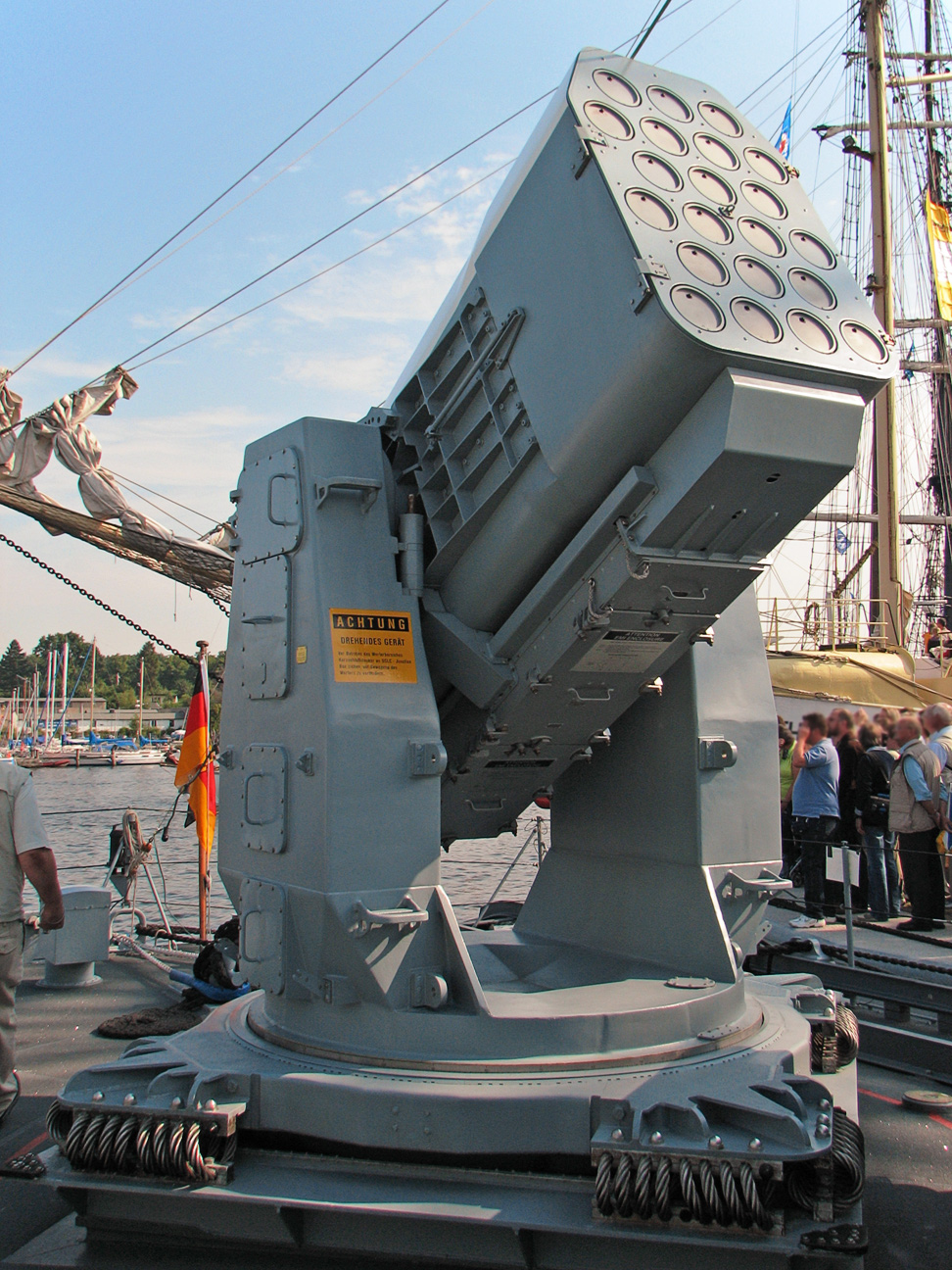
Un lanceur RAM sur la vedette d'attaque rapide Ozelot, de la marine allemande.

Le « SeaRAM » combine le radar et les systèmes optroniques du Phalanx CIWS Mk.15 Block 1B avec le lanceur RAM à 11 cellules, afin de créer un système autonome, ne nécessitant aucune information externe au système pour engager une cible.
Comme le Phalanx, le SeaRAM peut équiper n'importe quelle classe de navires. En 2008, le premier exemplaire du SeaRAM a été livré au navire USS Independence (LCS-2). En 2013, il équipe le USS Coronado (LCS-4) et est livré à la marine japonaise pour le JDS Izumo, en essais en 2014.

## Utilisateurs
- États-Unis
- Allemagne
- Corée du Sud
- Égypte
- Émirats arabes unis : En commande.
- Grèce
- Japon[11]
- Turquie